# José Javier Travieso Martín
José Javier Travieso Martín CMF (* 5. Februar 1952 in Don Benito, Spanien) ist Apostolischer Vikar von San José de Amazonas.

## Leben
José Javier Travieso Martín trat der Ordensgemeinschaft der Claretiner bei, legte die Profess am 19. März 1976 ab und empfing am 26. Juni 1976 die Priesterweihe.
Papst Benedikt XVI. ernannte ihn am 7. Januar 2009 zum Weihbischof in Trujillo und Titularbischof von Tubusuptu. Der Erzbischof von Trujillo, Héctor Miguel Cabrejos Vidarte OFM, spendete ihm am 25. März desselben Jahres die Bischofsweihe; Mitkonsekratoren waren Gaspar Quintana Jorquera CMF, Bischof von Copiapó, und Bruno Musarò, Apostolischer Nuntius in Peru.
Am 1. November 2014 ernannte ihn Papst Franziskus zum Apostolischen Vikar von San José de Amazonas. Die Amtseinführung fand am 1. Februar des folgenden Jahres statt.